# Дубров, Пётр Валерьевич
Пётр Вале́рьевич Дубро́в (род. 30 января 1978, Хабаровск) — российский космонавт-испытатель отряда ФГБУ «НИИ ЦПК имени Ю. А. Гагарина». 125-й космонавт России (СССР). Герой Российской Федерации (2023). Лётчик-космонавт Российской Федерации (2023). Почётный гражданин города Хабаровска (2023).
9 апреля 2021 года в 10:42 мск стартовал с площадки № 31 космодрома Байконур в качестве бортинженера № 1 экипажа космического корабля «Союз МС-18» и экипажа Международной космической станции по программе МКС-64/65/66 основных космических экспедиций. Вернулся на Землю на ТПК «Союз МС-19» 30 марта 2022 года. Установил рекорд длительности одного космического полёта по программе МКС среди россиян — 355 суток.

## Ранние годы
Пётр Валерьевич Дубров родился 30 января 1978 года в Хабаровске.
В 1992 году окончил 9 классов средней школы № 13, продолжил обучение в лицее информационных технологий Хабаровска. После окончания лицея поступил в Хабаровский государственный технический университет, который окончил в 1999 году по специальности «программное обеспечение вычислительной техники и автоматизированных систем», квалификация — инженер-программист.
С 2002 года работал инженером-программистом в московской компании ООО «СофтПро девелопмент», затем старшим инженером-программистом в ООО «СиБОСС Девелопмент интернейшнл», позже стал старшим инженером-программистом.

## Космическая подготовка
В январе 2012 года подал документы на первый открытый конкурс в отряд космонавтов Роскосмоса и был допущен конкурсной комиссией к очному этапу отбора.
18 июля 2012 года решением Главной медицинской комиссии был признан годным по состоянию здоровья для зачисления в качестве кандидата в космонавты. Был в числе девяти претендентов, представленных на Межведомственную комиссию по отбору космонавтов.
8 октября 2012 года решением МВК был рекомендован к зачислению на должность кандидата в космонавты-испытатели Отряда космонавтов ФГБУ «НИИ ЦПК имени Ю. А. Гагарина» и допущен к прохождению общекосмической подготовки.
26 октября 2012 года назначен на должность кандидата в космонавты-испытатели Отряда космонавтов ФГБУ «НИИ ЦПК имени Ю. А. Гагарина».
С 15 июля 2014 года является космонавтом-испытателем отряда космонавтов Роскосмоса.
Проходил подготовку в составе дублирующего экипажа ТПК «Союз МС-17».
В июле 2014 года участвовал в тренировках по подъёмам на борт вертолёта, находящегося в режиме висения. 20 июля 2014 года в составе условного экипажа вместе с Дмитрием Петелиным и Николаем Чубом приступил к прохождению тренировки по отработке действий экипажа после приземления в условиях пустыни или полупустыни на Байконуре. В августе 2014 года принял участие в трёхнедельной специальной парашютной подготовке космонавтов. С 19 по 28 октября 2014 года принял участие в тренировках по действиям экипажа в случае нештатной посадки в гористой местности. В августе 2018 года на самолёте-лаборатории ЦПК Ту-134ЛК участвовал в тренировках по проведению визуально-инструментальных наблюдений Земли в рамках выполнения программы научных исследований на МКС.
24 августа 2019 года на сайте Центра подготовки космонавтов появилась информация о его назначении вместе с Олегом Новицким в дублирующий экипаж экспедиции МКС-67/68. В ноябре 2019 года на космодроме Байконур в составе условного экипажа вместе с Сергеем Кудь-Сверчковым и Николаем Чубом прошел двухсуточную тренировку по действиям экипажа в случае нештатной посадки в степи зимой. В феврале 2020 года в составе условного экипажа вместе с Олегом Новицким и Томасом Маршбёрном участвовал в тренировках по действиям после посадки в лесисто-болотистой местности зимой.
9 мая 2020 года вместе с Олегом Новицким в качестве дублирующего экипажа корабля «Союз МС-17» проходил очередной этап подготовки в Космическом центре им. Джонсона в Хьюстоне, США. 14 октября 2020 года во время старта корабля «Союз МС-17» был бортинженером дублирующего экипажа.
3 ноября 2020 года решением Межведомственной комиссии по отбору космонавтов утверждён в качестве бортинженера основного экипажа ТПК «Союз МС-18» и 24 марта 2021 года утверждён в составе основного экипажа экспедиций 65/66.
21 августа 2024 года решением Межведомственной комиссии по отбору космонавтов назначен в основной экипаж экспедиции МКС-75 и командиром корабля «Союз МС-29».

## Первый полёт
Стартовал 9 апреля 2021 года в 10:42 мск с площадки № 31 космодрома Байконур в качестве бортинженера № 1 экипажа космического корабля «Союз МС-18» и экипажа Международной космической станции по программе МКС-64/65/66 основных космических экспедиций. Командир экипажа «Союз МС-18» — космонавт Роскосмоса Олег Новицкий, бортинженер № 2 — астронавт НАСА Марк Ванде Хай.
Сближение ТПК «Союз МС» с МКС проводилось по «сверхбыстрой», двухвитковой схеме. Корабль причалил в 14:04 мск к модулю «Рассвет» российского сегмента МКС через 3 часа 22 минуты после старта.
2 июня Пётр Дубров вместе с космонавтом Олегом Новицким совершили плановый выход в открытый космос (ВКД-48), в ходе которого успешно выполнили все работы по монтажу оборудования на внешней поверхности российского сегмента Международной космической станции. Космонавты заменили сменную панель регулятора расхода жидкости в системе терморегулирования функционально-грузового блока «Заря» и подготовили к отстыковке модуль «Пирс». Продолжительность внекорабельной деятельности составила 7 часов 19 минут.
В ночь с 3 на 4 сентября 2021 года космонавты Олег Новицкий и Петр Дубров совершили плановый выход в открытый космос (ВКД-49) для интеграции многоцелевого лабораторного модуля «Наука», впервые после его стыковки с Международной космической станцией. Космонавты подключили кабели системы электроснабжения и состыковали кабель Ethernet. Продолжительность внекорабельной деятельности составила 7 часов 54 минуты.
9 сентября космонавты Новицкий и Дубров совершили третий выход в открытый космос (ВКД-50), который продолжался 7 часов 25 минут. Космонавты подключили кабель локальной сети Ethernet, два высокочастотных кабеля телевизионной связи и кабель между фидерными устройствами «Курс-П» модуля «Звезда» и «Курс-П» модуля «Наука», установили перекидной поручень № 4005 на модуле «Наука» и платформу с контейнерами эксперимента «Биориск-МСН».
Четвёртый выход в открытый космос Петра Дуброва и Антона Шкаплерова (ВКД-51) состоялся 19 января 2022 года, основной целью которого являлась интеграция узлового модуля «Причал», прибывшего на станцию 26 ноября 2021 года: были установлены и подключены антенны пассивной системы сближения «Курс-П» на внешней поверхности модуля, перенесена телекамера и проложен телевизионный кабель между модулями «Причал» и «Наука», а также смонтированы мишени для стыковки кораблей.
После прибытия 5 октября 2021 года на МКС экипажа ТПК «Союз МС-19» с членами съёмочной группы фильма актрисы Юлии Пересильд и режиссёра Клима Шипенко, космонавты Антон Шкаплеров, Олег Новицкий и Пётр Дубров приняли участие в качестве актёров в съёмках фильма «Вызов».
Пётр Дубров и Марк Ванде Хай провели в космосе 355 дней и вернулись на Землю на ТПК «Союз МС-19» вместе с космонавтом Антоном Шкаплеровым, прибывшим на МКС 5 октября 2021 года. 30 марта 2022 года в 14:28 мск спускаемый аппарат пилотируемого корабля «Союз МС-19» совершил посадку в расчётном районе на территории Казахстана. Пётр Дубров установил рекорд длительности одного космического полёта по программе МКС среди россиян — 355 суток. Предыдущее достижение принадлежало космонавту Михаилу Корниенко (340 суток).
Статистика
| # | Стартовый корабль | Старт, UTC        | Экспедиция                           | Корабль посадки | Посадка, UTC      | Налёт                     | Выходы в открытый космос | Время в открытом космосе |
| - | ----------------- | ----------------- | ------------------------------------ | --------------- | ----------------- | ------------------------- | ------------------------ | ------------------------ |
| 1 | Союз МС-18        | 09.04.2021, 07:42 | Союз МС-18, МКС-64/65/66, Союз МС-19 | Союз МС-19      | 30.03.2022, 11:28 | 355 суток 3 часа 45 минут | 4                        | 29 часов 44 минуты       |

## Награды и почётные звания
- Герой Российской Федерации (12 апреля 2023 года) — за мужество и героизм, проявленные при осуществлении длительного космического полета на Международной космической станции. Медаль «Золотая Звезда» вручена 23 мая 2023 года президентом Российской Федерации В. В. Путиным в Москве в Екатерининском зале Кремля[20];
- Лётчик-космонавт Российской Федерации;
- Медаль Ю. А. Гагарина (Роскосмос, 2023)[21];
- Почётный гражданин города Хабаровска (май 2023)[22].

## Семья, увлечения
- Отец — Валерий Иванович, был бортрадистом.
- Мать — Наталья Петровна.
- Старший брат — Роман, инженер, работает в Хабаровском аэропорту.
- Младший брат — Ярослав, врач[2].

Пётр совершил более 500 парашютных прыжков. Член Федерации парашютного спорта России, входил в состав парашютной команды «Касаясь неба» города Пущино Московской области. Участник чемпионатов России по групповой парашютной акробатике. Кандидат в мастера спорта России (2010 год). Имеет сертификат PADI OWD.